# Aldea en Cabo
Aldea en Cabo település Spanyolországban, Toledo tartományban. Aldea en Cabo Escalona, Nombela, Paredes de Escalona és Cenicientos községekkel határos. Lakosainak száma 205 fő (2024).

## Népesség
A település lakosságának változását az alábbi diagram mutatja:
| Lakosok száma | 170  | 201  | 204  | 226  | 218  | 185  | 165  | 163  | 187  | 205  |
|               | 2001 | 2004 | 2007 | 2009 | 2012 | 2014 | 2017 | 2019 | 2022 | 2024 |